# Монтенарс
Монтена̀рс (на италиански: Montenars; на фриулски: Montenârs) е село и община в Северна Италия, провинция Удине, автономен регион Фриули-Венеция Джулия. Разположено е на 472 m надморска височина. Населението на общината е 558 души (към 2010 г.).